# Weddellmeer

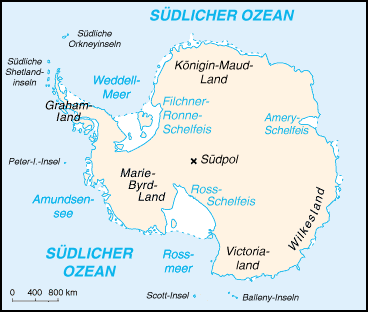
Karte der Antarktis, oben links das Weddellmeer

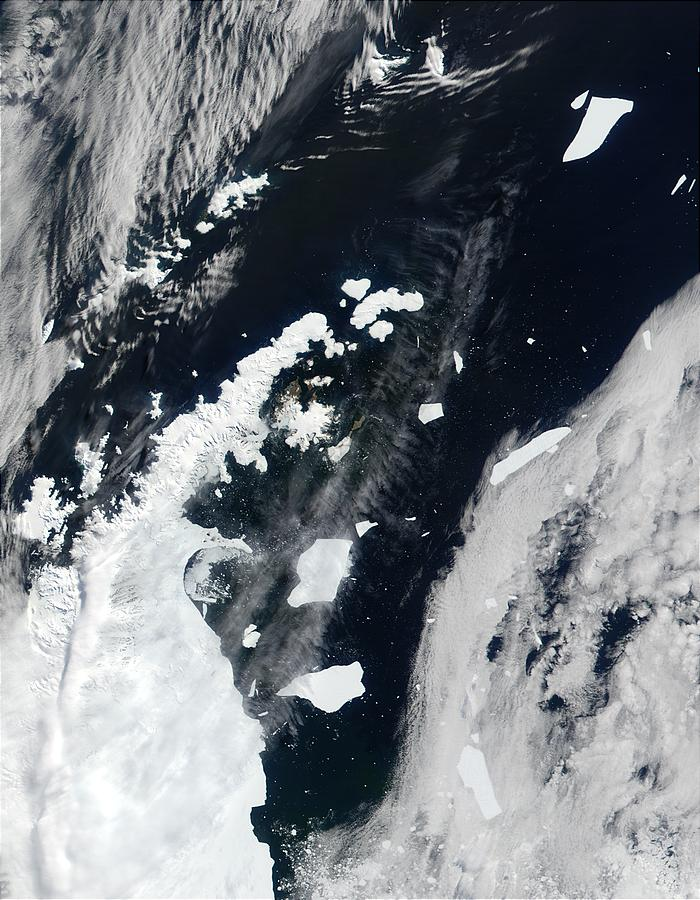
Satellitenbild des nördlichen Weddellmeeres, östlich der Antarktischen Halbinsel

Das Weddellmeer ist das größte der rund 14 Randmeere des Südlichen Ozeans am antarktischen Kontinent. Seine Grenzen sind definiert durch die Küsten von Coatsland im Osten und Grahamland im Westen. Östlichster Küstenpunkt ist das Kap Norvegia an der Kronprinzessin-Martha-Küste des Königin-Maud-Landes, das den Nordpunkt des Riiser-Larsen-Schelfeises bei 12°18′ West bildet. Östlich schließt sich die König-Haakon-VII.-See an. Als Nordgrenze des Weddellmeeres gilt der Atlantisch-Indische Rücken, ein unterseeischer Gebirgszug. Der südliche Teil ist von einem großen Schelfeis als schwimmender Teil des antarktischen Eisschildes bedeckt (Filchner-Ronne-Schelfeis), kleinere Schelfeise begrenzen die Küste im Osten (Riiser-Larsen-Schelfeis) und Westen (Larsen-Schelfeis).
Der westliche Teil des Weddellmeeres ist bis auf die Höhe von Elephant Island ständig von Packeis bedeckt, im übrigen Weddellmeer geht die Eisbedeckung im Sommer für etwa drei Monate zurück.
Insgesamt bedeckt das Weddellmeer eine Fläche von 2,8 Millionen km²; die maximale Ausdehnung in die Breite beträgt 2150 km vom Kap Norvegia bis zur Elephant Island. Es ist zwischen 500 und 5000 Meter tief.
Großbritannien, Chile und Argentinien beanspruchen die Besitzrechte an Teilen dieses Gebietes (siehe auch: Politischer Status der Antarktis).

## Geschichte
Der Name des Meeres stammt von dem britischen Segler James Weddell, der 1823 bis zum 74. südlichen Breitengrad in die nahezu unschiffbare Bucht eindrang. Offenbar waren die Wetterbedingungen in diesem Jahr besonders günstig, die Route, die Weddell genommen hatte, ist seit Beginn der Aufzeichnungen nur für Eisbrecher passierbar.
- 1902 bis 1904 wurde das Weddellmeer von dem Schotten William Speirs Bruce weitestgehend erforscht und vermessen.
- Zur gleichen Zeit erlitt die Expedition des schwedischen Forschers Otto Nordenskjöld einen schweren Rückschlag. Die vom Packeis eingeschlossene Antarctic sank am 12. Februar 1903, die komplette Besatzung erreichte nach einem 16-tägigen Marsch die Paulet-Insel und überwinterte in selbst errichteten Steinhütten, wo sie 10 Monate später gerettet wurden. Die Ruinen sind heute noch erhalten.
- Ein ähnliches Schicksal ereignete sich 1916, als das Schiff des Forschers Ernest Henry Shackleton, die Endurance, vom Packeis eingeschlossen und zerstört wurde. Auch hier konnte die Besatzung nach vergleichbaren Umständen Monate später von Elephant Island gerettet werden. Das Schiffswrack wurde erst über 100 Jahre später in 3008 Metern Tiefe auf dem Meeresgrund entdeckt.
- Wilhelm Filchner fuhr 1911 mit dem Expeditionsschiff Deutschland im Rahmen der Deutschen Südpolarexpedition 1910–1912 in das Weddellmeer. Er beabsichtigte, so weit wie möglich per Schiff nach Süden vorzustoßen und anschließend eine Schlittenexpedition zum Südpol durchzuführen. Im März 1912 fror das Schiff im Packeis fest und driftete neun Monate im Uhrzeigersinn durch das Weddellmeer, wodurch die dort herrschenden Strömungsverhältnisse entdeckt wurden.
- Der Aufbau einer ersten Station erfolgte an der SE-Küste während des Internationalen Geophysikalischen Jahres 1957–1958.
- Seit 1983 untersucht das deutsche Forschungsschiff Polarstern auf jährlichen Expeditionen die Ozeanographie, Biologie, Geologie und Bathymetrie des Weddellmeeres als Schwerpunkt der polaren Klima- und Meeresforschung.

## Forschung
Bis in das Erdmittelalter bildete die Antarktis den zentralen Teil des Urkontinentes Gondwana, der sich vor etwa 180 Millionen Jahren in mehrere Teile zu spalten begann. Geologen glauben heute, dass dieser Zerfall Gondwanas von der Region rund um das Weddellmeer ausging.
Auf westlicher Seite wird das Weddellmeer durch die Antarktische Halbinsel begrenzt, einem im Wesentlichen mesozoischen, magmatischen Bogen, der durch Subduktion des pazifischen und protopazifischen Ozeans entstand. Nach Süden hin setzt sich das Weddellmeer bis auf den kontinentalen Schelf fort. Dieser Bereich wird Filchner-Ronne-Schelfeis genannt.
Die derzeitigen Kenntnisse der geologischen und tektonischen Strukturen des Weddellmeeres beruhen im Wesentlichen auf der Interpretation seeseismischer Daten, die zum Beispiel bei Messfahrten mit dem Eisbrecher und Forschungsschiff Polarstern gewonnen wurden.
Das Weddellmeer wird von einer Vielzahl unterschiedlicher Lebewesen wie zum Beispiel Krebsen und Seegurken bewohnt, über deren Lebensweisen und Gewohnheiten bis jetzt teilweise nichts bekannt ist und die daher ein großes Forschungsinteresse auf sich ziehen. Am bekanntesten ist wohl die nach dem Meer benannte Weddellrobbe.
Im Westen des Meeres entsteht durch Ausfrieren von Treibeis mit Salz angereichertes, kaltes Bodenwasser, das die Temperatur und den Salzgehalt in weiten Gebieten der Tiefsee beeinflusst. Daher ist das Weddellmeer unter anderem ein Schwerpunkt in der polaren Meeresforschung.
2012 stellten Forscher des Alfred-Wegener-Instituts für Polar- und Meeresforschung (AWI) fest, dass das Schelfeis des Weddellmeeres, das bisher als stabil galt, im Zuge von Klimaveränderungen schneller schmilzt als bisher angenommen.
Das AWI unterhält auf dem Ekström-Schelfeis im Wedellmeer rund 25 Kilometer nördlich der deutschen Neumayer-Station seit 2006 die Forschungsstation PALAOA (PerenniAL Acoustic Observatory in the Antarctic Ocean, „ganzjähriges akustisches Observatorium im Antarktischen Ozean“), in der rund um die Uhr akustische Signale aufgezeichnet werden, die von Unterwassermikrofonen bzw. Hydrophonen und Sensoren unter dem rund 100 Meter dicken schwimmenden Eisschild aufgenommen werden („Ozeanische Akustik“).
Das AWI publizierte am 14. Januar 2022, dass es mithilfe einer geschleppten Unterwasserkamera am Grund des Weddellmeers geschätzt 60 Millionen aktive Nester des Eisfisches Neopagetopsis ionah entdeckt hat. Demnach ist das 240 km² große Gebiet das größte Fischbrutgebiet der Welt.

## Besondere Strömungssituation

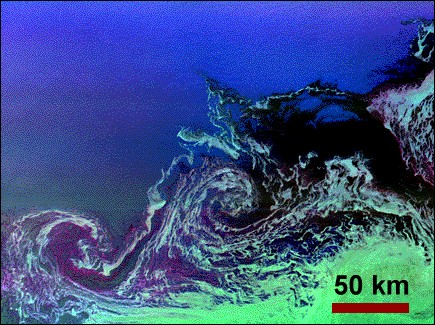
Satellitenaufnahme mittelgroßer Wirbel im Weddellmeer.

Zwischen der Südspitze Südamerikas (Feuerland) und der langen, nach Norden reichenden Antarktischen Halbinsel (Grahamland, siehe Karte) werden die rund um die Antarktis vorhandenen West-Ost-Strömungen eingezwängt. An der Nordspitze des Grahamlands kommt es daher zu Wirbelablösungen; diese führen in dem dahinter liegenden Weddellmeer zu einer rotierenden Strömung im Uhrzeigersinn. Damit gelangt das Packeis im Schatten des Grahamlands wesentlich weiter nach Norden als im nordöstlichen Teil des Weddellmeers. Diese Strömung schloss die Shackleton-Expedition zuerst im Packeis ein und versetzte sie weiter nach Süden. Das Packeis wurde weiter verdichtet und driftete allmählich nach Westen und dann nach Norden, bis der Rumpf dem Eisdruck nicht mehr standhielt und ca. 7 Breitengrade (etwa 800 km) weiter nördlich barst. Die Drift direkt nach Norden führte schließlich an die Packeisgrenze. In den Booten musste sich die Expedition zum Teil gegen die Strömung zur Elephant Island durchkämpfen.
Eisberge werden aus der Packeisgrenze im Westen des Weddellmeeres noch wesentlich weiter nach Norden getrieben. Die älteren Eisflächen im Satellitenbild rechts erscheinen grün, junges glattes Eis schwarz. Dunkelblau ist das wärmere Wasser im Norden (oben).

## Eisberge
Bekannte, besonders große Eisberge im Wedellmeer sind unter anderem: A-38 (1998, 6.900 km²), A-68 (2017, 5.800 km²), A-74 (2021, 1.270 km²), A-76 (2021, 4.320 km²).